# Доброволци в Сръбско-българската война
Доброволците в Сръбско-българската война от 1885 година възлизат на около 12 % от българските войски, участвали пряко в бойните действия.
Набирането им започва веднага след Съединението за отпор срещу очаквания опит на Османската империя да възстанови със сила автономията на Източна Румелия. В доброволческото движение се включват множество запасняци и младежи, които поради възрастта или служебното си положение не са обхванати от обявената мобилизация, а също българи от земите под турска власт (Македония и Одринско), студенти от Западна Европа и Русия, както и чужденци (италианци, хървати, румънци, руснаци).
Първите доброволчески дружини са сформирани в Пловдив на 25 септември. В Североизточна България са образувани Шуменската доброволческа дружина и четата „Добруджа“. Други два батальона, набрани от северната част на страната, се базират в София. До началото на войната със Сърбия са образувани общо 8 дружини и около 40 отделни чети доброволци с численост от над 10 000 души. Сред водачите им са Панайот Хитов, Дядо Ильо, Димитър Попгеоргиев, Христо Иванов Големия и други участници в борбите за освобождение от турско владичество.
Първоначално доброволческите отряди са съсредоточени заедно с редовната армия по българо-турската граница, но с нарастването на сръбската заплаха в края на октомври част от тях е прехвърлена на запад и взема дейно участие още в първите боеве със сърбите (при Трън, Врабча, Драгоман и Кула), както и във всички по-големи сражения през войната (при Сливница, Пирот и отбраната на Видин).